# مرى اس عنخ الثانية
مرس عنخ الثانية ، هي ملكة مصرية غير حاكمة أو زوجة ملك من الأسرة الرابعة.

## عائلتها
يفترض أن والدي مرس عنخ الثانية هما الملك خوفو والملكة مريتيس الأولى نظرا لأنهما مذكوران في مصطبة مرس عنخ. ولكن هي لا تسمى ابنتها ابدا بشكل واضح في النقوش. وبهذا الافتراض تكون مرس عنخ الثانية شقيقة للأمير كاوعب والملكة حتب حرس الثانية، وكذلك شقيقة للأميرة مريتس الثانية التي تزوجت في وقت لاحق من مدير القصر أخت حتب. مرس عنخ الثانية تتشارك نفس الاسم مع جدتها مرس عنخ الأولى، والدة الملك سنفرو، وهناك أيضاً مرس عنخ الثالثة وهي ابنة مرس عنخ الثانية.
ومن المفترض أن مرس عنخ الثانية تزوجت من أخيها نصف الشقيق حورباف وأنجبا: الأمير جاتي والأميرتين نفرت كاو الثالثة ونيبتي تيبيتس.
و حملت مرس عنخ الثانية ألقاب الملكات وعادة ما يقال إن زوجها حورباف توفي وأن مرس عنخ تزوجت واحداً من الملوك اللاحقين. فمن الممكن أن تكون قد تزوجت من أخيها غير الشقيق ددف رع، ولكن من الممكن أيضا أن تكون تزوجت خفرع.

## ألقابها
و تشمل ألقاب مرس عنخ الثانية ما يلي:
- عظيمة صولجان حتس.
- من ترى حور وست.
- زوجة الملك.
- خادمة / مرافقة / كاهنة حور.
- ابنة الملك من جسده.[4]

## مدفنها
دفنت الملكة مرس عنخ الثانية في المصطبة المزدوجة رقم G7410 - 7420 مع زوجها الأول حورباف. تم إجراء الحفريات في المقبرة من قبل عالم الآثار جورج أندرو ريزنر. دفنت مرس عنخ في الدهليز (G 7410B) ذي الغرفتين. وقد دفن حورباف في الدهليز G7420A.
و تم العثور على تابوت مرس عنخ الثانية وإزالته خلال الحفريات عام 1927، ويقع الآن في متحف الفنون الجميلة في بوسطن. التابوت مصنوع من الجرانيت الأحمر وهو منقوش على جميع جوانبه الأربعة. وتظهر الصورة التي صدرت عن BMFA تابوتاً مستطيل الشكل. وقد تم تزيين الجانب المبين في الصورة بواجهة من القصر. في المركز تظهر أبواب القصر. على اليسار من واجهة القصر نقش «ابنة الملك من جسده مرس عنخ»، وعلى اليمين هناك نقش يحدد سيدة بأنها «.. حور، زوجة الملك مرس عنخ». وتابوت مرس عنخ الثانية مزخرف بقاعدة تحمل الإله إنبو على الغطاء، وعلى نهاياته قوائم قرابين.